# مسجد القبة (الهفوف)
مسجد القبة أو مسجد علي باشا مسجد أثري تاريخي يقع بالقرب من الهفوف شرق المملكة العربية السعودية. تعود فترة استيطان الموقع إلى القرن العاشر الهجري.

## الوصف
يقع المسجد في الركن الجنوبي الغربي لقصر إبراهيم في مدينة الهفوف بمحافظة الأحساء٬ ويعود تاريخ إنشائه إلى سنة 979 هـ الموافق 1571م٬ ويوجد نقش تأسيسي في أعلى المدخل الرئيس٬ وقد أمر بإنشاء هذا المسجد علي باشا والي الأحساء في حكم السلطان سليم الثاني العثماني.
ً
يعتمد التخطيط على مسقط مربع طول ضلعه الداخلي 15م تقريبا، وتعلو هذا المسقط المربع قبة ضخمة نصف كروية قطرها 13 متر تقريبًا، وعمقها 6.8 متر٬ وقد شيدت القبة على أربع حنيات ركنية حولت المسقط المربع للمسجد إلى مسقط دائري وتعلو الحنايا الأربع أربع قباب صغيرة تبرز إلى الخارج. يتوسط الجدار الغربي للمسجد (جدار القبلة) محراب مجوف على هيئة حنية نصف دائرية اتساع فتحتها متر واحد وعمق المحراب 50 سم٬ وزينت أعلى المحراب طاقية معقودة بعقد مدبب زين باطنها بزخارف من المقرنصات٬ ويعلو المحراب نص كتابي يتكون من أربعة أسطر كتب بخط الثلث٬ ويتضمن آيات من سورة الإسراء. أما منبر المسجد فيوجد إلى يسار المحراب٬ وهو منبر حجري يتكون من ثلاث درجات. للمسجد مدخلان٬ مدخل رئيس يقع في منتصف الجدار الشرقي مواجهًا المحراب٬ أما المدخل الثاني فهو ثانوي صغير ويقع في منتصف الجدار الشمالي. تقع مئذنة المسجد في الركن الشمالي الشرقي وهي ذات بدن أسطواني ممتد يستدق في أعلاه وتوجد أعلاه شرفة تحملها حطات تِّوجه قمة مخروطة يعلوها هلال.
ُوتحيط بالمسجد من ثلاث جهات عدا جهة القبلة أروقة تتقدمها سلسلة من العقود المدببة تفتح على ساحة القصر٬ وتغطيها قباب ضحلة مشيدة من الآجر تغطيها طبقة من ملاط جصي٬ حيث يغطي كلاً من الأروقة الثلاثة خمس قباب٬ ويتوسط الرواقين الشمالي والجنوبي محراب مجوف صغير.